# Hermerico
Hermerico (? - 441), rei dos Suevos, povo germânico oriental, (409–438), liderou este povo na sua migração da margem direita do Reno até à Península Ibérica, que teve início em Dezembro de 409. Associados aos Vândalos e aos Alanos, os Suevos atravessaram rapidamente a Gália, ultrapassaram os Pirenéus e atingiram a Galécia, onde obtiveram o estatuto de federados, após o juramento de fidelidade de Hermerico a Honório, imperador do Ocidente. Bracara Augusta, actualmente Braga, tornou-se a capital do reino dos Suevos. Hermerico associou ao trono o seu filho Réquila em 438.
A sua posteridade revelou algumas dinastias importantes na Europa medieval. Além da Dinastia Sueva na galécia, seus descendentes originaram também as Dinastias Agilolfinga, Bávara e Conradina.